# Al-Azajil
Al-Azajil (arab. لغزايل; fr. Azaïls)  – jedna z 53 gmin w prowincji Tilimsan, w Algierii, znajdująca się w północno-zachodniej części prowincji, około 26 km na południowo zachód od Tilimsan. W 2008 roku gminę zamieszkiwało 7527 osób. Numer statystyczny gminy w Office National des Statistiques d'Algérie to 1321.